# وقواق السحالي الهسبنيولي
وقواق السحالي الهيسبنيولي (الاسم العلمي: Coccyzus longirostris)، نوع من طيور الوقواويق المنتمية إلى فصيلة الوقواقية. يوجد في هايتي وجمهورية الدومينيكان. موائله الطبيعية الغابات الجافة شبه الاستوائية أو الاستوائية وغابات الأراضي الرطبة شبه الاستوائية أو الاستوائية.